# Veleposlaništvo Republike Slovenije na Hrvaškem
Veleposlaništvo Republike Slovenije na Hrvaškem (uradni naziv Veleposlaništvo Republike Slovenije Zagreb, Hrvaška) je diplomatsko-konzularno predstavništvo (veleposlaništvo) Republike Slovenije s sedežem v Zagrebu (Hrvaška).

## Veleposlaniki
- Gašper Dovžan (2022- )
- Vojislav Šuc (2019-2022)
- Smiljana Knez (2015-2019)
- Vojko Volk (2010-2015)
- Milan Orožen Adamič (2006-2010)
- Peter Bekeš (2002-2005)
- Boštjan Kovačič (1998-2002)
- Matija Malešič (1992-1998)